# MG F
La MGF est une automobile anglaise de type roadster. Elle a la particularité d'avoir un moteur en position centrale arrière et des amortisseurs de type hydragas.

## Lancement
La MGF fut lancée en 1995 et fut le premier modèle développé spécifiquement pour la marque à l'octogone depuis la fin de la production de la MGB en 1980.

## Évolution
En 2002, la MGF devint la MG TF à la suite de modifications techniques importantes.
Aujourd'hui, à la suite de l'acquisition en 2005 de la marque MG, le groupe chinois Nanjing Automobile Group a relancé la production de MG TF en Chine en mars 2007.

## Moteur
Voici les motorisations disponibles :
- 1.6 MPI : 115 ch
- 1.8 MPI : 120 ch
- 1.8 VVC : 145 ch
- 1.8 Trophy : 160 ch

## Série spéciale
Voici la liste des séries spéciales de la MGF affichée par ordre chronologique :

### LE Abington
La LE Abington, LE pour Limited Edition, est la première série spéciale de la MGF. Elle a apparu dans les concessions MG au printemps de l'année 1998/1999.
Cette édition spéciale était disponible à la fois en 1.8 et VVC. La voiture est mieux équipée que la version classique de la MGF avec notamment un intérieur complet en cuir beige, la capote également de couleur beige. Pour la carrosserie, on retrouvera une couleur unique : le vert Abington ou “racing green” avec un monogramme à l'arrière.
L'Abington était également équipée de nombreuses pièces chromées : poignées de portes, grille des prises d'airs extérieures, cendrier et allume-cigare, entourage de la console centrale et ouïes d'aération en imitation ronce de noyer du plus bel effet
Également en équipement standard, et diffusées pour la première fois sur ce modèle, les jantes 6 branches 'Abington' de 16 pouces. Les roues en 16 pouces deviendront ensuite une option à succès de la MGF standard.

### MGF 75th LE
Produite à seulement 2 000 exemplaires pour célébrer le 75ème anniversaire de la marque, la MGF 75th dernier modèle de la série MK1, a été présentée aux concessionnaires de la marque en avril 1999 pour une commercialisation à partir du 1er mai 1999 jusqu’au 29 février 2000.
Dès sa sortie elle était disponible dans les deux versions 1.8 MPI (120 ch) et 1.8 VVC (145 ch).
3 couleurs de carrosserie étaient proposées : mulbery red, noir ou gris
La capote grenadine et les jantes MG en 16 pouces équipaient les modèles noirs et gris alors que seuls les mulbery red destinés en priorité au marché britannique se dotaient d’une capote noire et de jantes au dessin spécifique.
L’intérieur recevait en série une sellerie cuir, des panneaux de portes et un couvre-capote grenadine, couleur qui se retrouve aussi sur le volant cuir, le soufflet du frein à main et le levier de vitesse. La console centrale et les ouïes d’aération reçoivent des inserts style « ronde noyer ».
En plus de ces équipements les MGF 75 TH se distinguent des MGF classiques par des badges sur les deux ailes avant reprenant les dates anniversaires (réf DAG100420) ainsi qu’un badge numéroté sur 2000, unique, fixé entre les deux sièges sur une Tbar spécifique (réf EQY100730LNF ).
À la livraison les acheteurs devaient se voir remettre un certificat de conformité signé de la main du chef designer de la MGF, Gerry Mac Govern, attestant de l’authenticité du véhicule, mais nombreux sont ceux qui n’ont rien reçu.
Sur les 2 000 exemplaires construits, 500 étaient réservés au marché anglais, 75 pour les Pays-Bas (50 grises et 25 noires), 20 pour la Suède uniquement en gris et en 1.8 VVC, des exemplaires supplémentaires ont cependant pu être importés via les stocks d’Allemagne, 500 pour la Belgique et 200 pour la France.
Les pays destinataires étaient : l’Angleterre, l’Autriche, l’Australie, la Belgique, le Danemark, le Portugal, la France, l’Allemagne, la hollande, l’Italie, Malte, et la Suisse. 1 seul exemplaire circule en Espagne, c’est une importation d’Allemagne.
De même la numérotation ne semble pas correspondre à une logique particulière ainsi le N°0006 est un véhicule français alors que la N°555 se trouve en Belgique et la N°1120 en Angleterre.
Recensement_MGF_75TH

### BG / Wedgwood SE
Première série spéciale de la MGF MK2, elle a été vendue en 1999 et était disponible uniquement dans la couleur “Wedgwood” et rouge.
Par rapport à la version standard, cette série (BG/Webgwood SE) comprend les sièges en cuir, l'auto-radio avec lecteur de 10 CD, les accessoires intérieurs et extérieurs chromés et les jantes de 16 pouces.
Et pour la première fois sur la MGF, cette série était équipée en standard d'un becquet arrière, le premier avec le nouveau front et 4 échappements.

### Trophy 160
La Trophy 160 s'appelle ainsi car les nouveaux réglages du moteur VVC portent la puissance de 145 à 160 PS (158CV).
C'est la série spéciale la plus retravaillée des MGF :
- suspension abaissée et plus rigide
- système de freinage AP Racing à 4 pistons, repérable par les étriers de frein rouges et des disques de frein plus larges.
- améliorations de l'aérodynamique : un nouvel aileron sur la partie inférieure du pare-chocs avant et un becquet arrière.
- nouvelles couleurs originales : le Trophy Yellow et le Trophy Blue
- de nouvelles jantes spécifiques 16 pouces
- un nouveau style pour les phares avant : une partie de l'intérieur du phare est noire.

À l'intérieur, la console centrale et les garnitures de portes étaient de même couleur que la carrosserie.

### MGF Freestyle
Cette série spéciale est parue en automne 2001, c'est la dernière série de la MGF avant son remplacement par la MG TF en février 2002.
Ce modèle reprend les éléments d'aérodynamique spécifiques de la MGF Trophy comme le parechoc avant et le becquet arrière. La voiture est également équipée de jantes de 16 pouces, qui cette fois ne sont pas spécifiques à cette série.
Sur la MGF Freestyle, on retrouve également le système de freinage surpuissant 'AP Racing' mais cette fois avec les motorisations standards de 1.8i et de la VVC en 145CV.

### MGF Silverstone
Voir MGF Silverstone